# Brama Polska w Lewoczy
Brama Polska w Lewoczy (słow. Poľská brána, też: Brama Dolna, słow. Dolná brána) – powszechnie uznawana za jedną z trzech niegdyś istniejących oraz jedną z dwóch zachowanych bram w murach obronnych miasta Lewocza na Słowacji. Nazwa nawiązuje do faktu, iż usytuowana jest od strony, z której wiódł do Lewoczy szlak z Polski. W rzeczywistości nie pełniła nigdy funkcji bramy wjazdowej do miasta, a była jedną z baszt w systemie lewockich murów miejskich.
Znajduje się w północnej części murów miejskich. Od strony miasta (wschodniej) przylega do niej tzw. kościół gimnazjalny – dawny kościół klasztorny minorytów. Stąd inna dawna nazwa wieży: Wieża Klasztorna (słow. Kláštorská veža).
Gotycka, pochodzi z XIV lub początków XV w. Murowana z kamienia na rzucie prostokątnym, obecnie potynkowana. Czterokondygnacyjna, kondygnacje rozdzielone wąskimi gzymsami. Przykryta obecnie dachem trójspadowym, krytym blachą. Zewnętrzne narożniki opięte wysokimi szkarpami. Sień przejazdowa sklepiona ostrołukowo, usytuowana w osi równoległej do przebiegu murów. Pierwotnie miała funkcje wybitnie obronne, w późniejszym okresie na najwyższej kondygnacji posiadała dzwony. Restaurowana w XIX w. i ponownie w latach 1981–1982. Chroniona jako zabytek (nr NKP 704-2741/2).

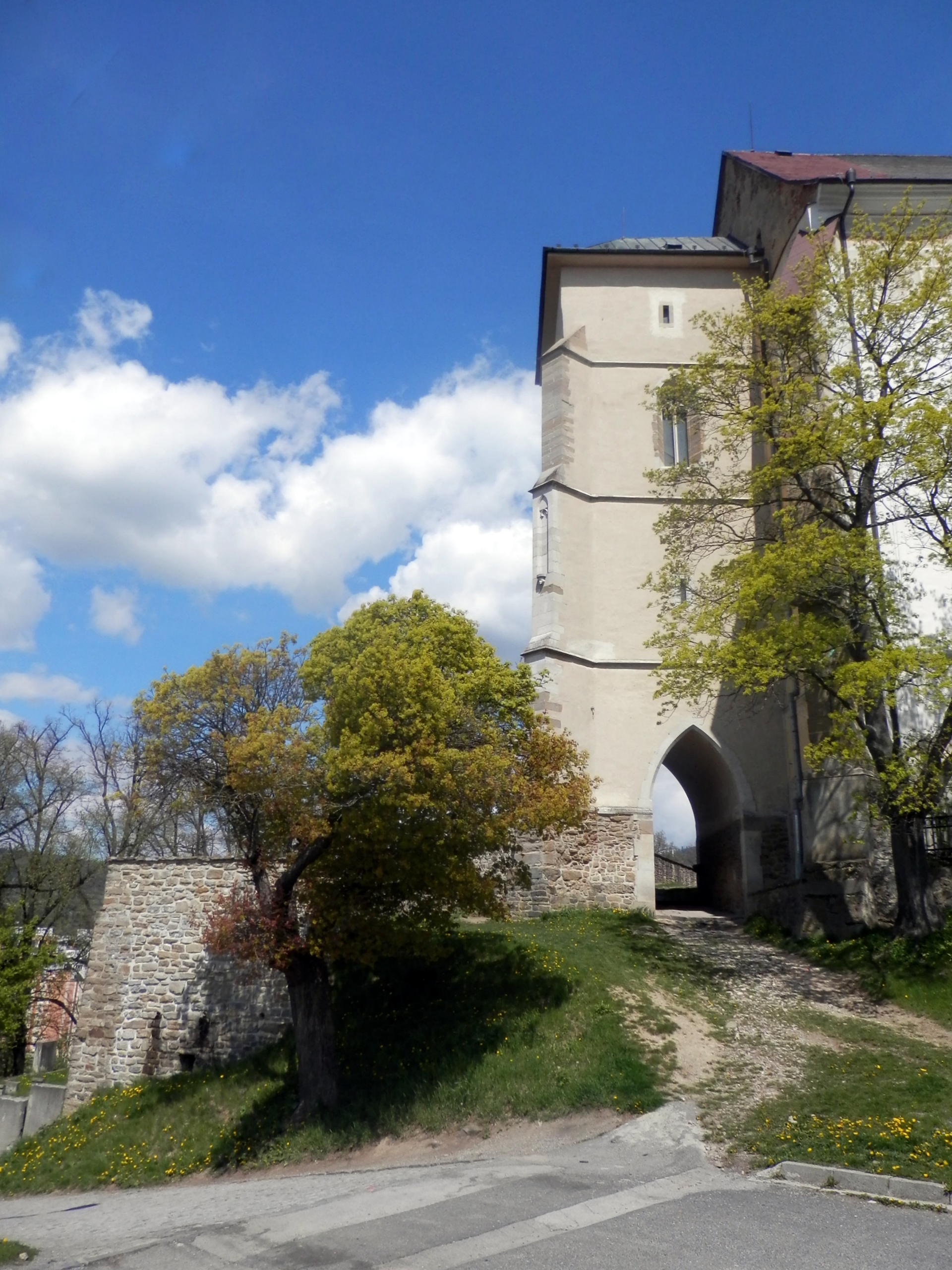
Widok bramy od strony zewnętrznej
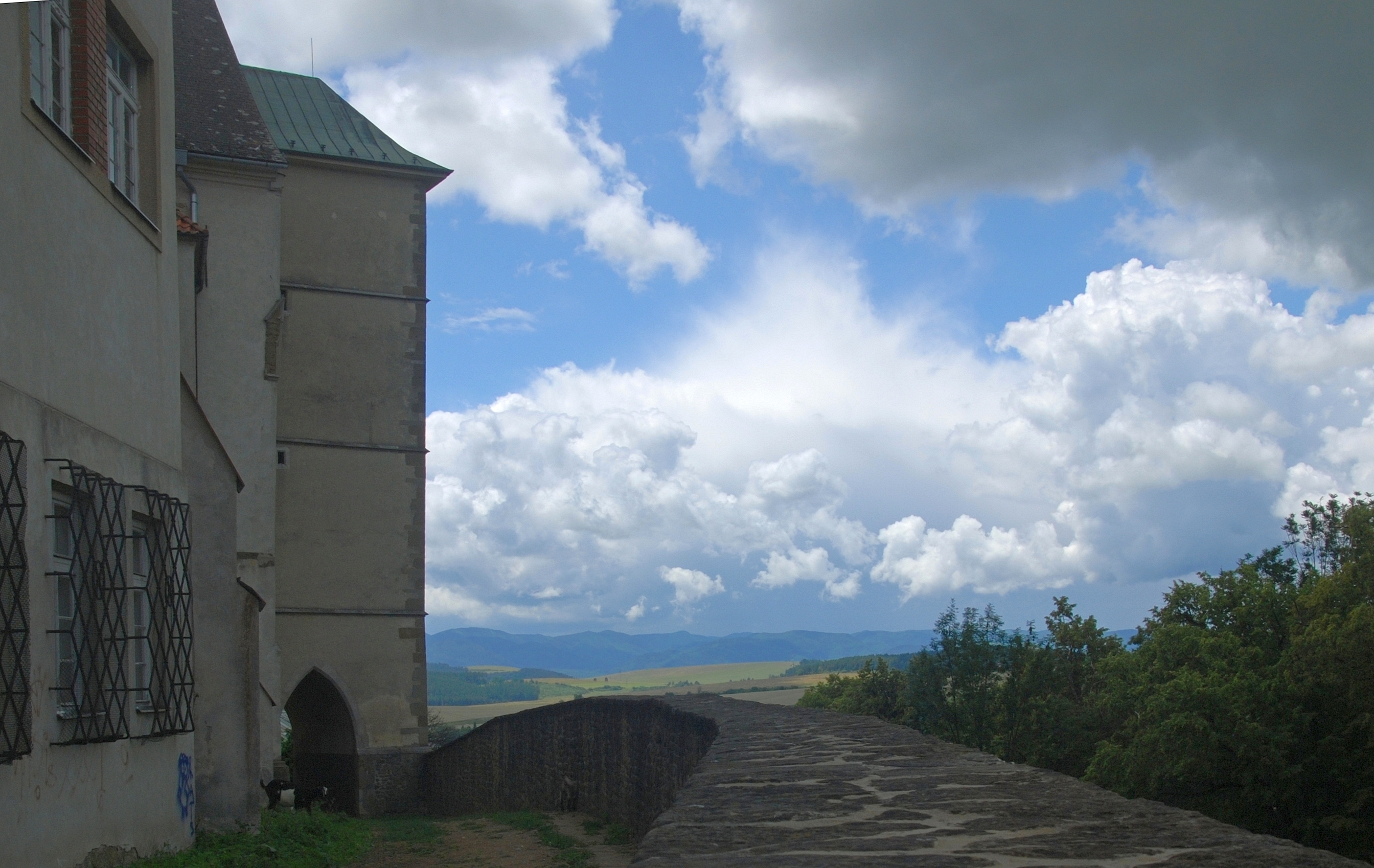
Brama od strony wschodniej